# Pardomima phaeoparda
Pardomima phaeoparda là một loài bướm đêm trong họ Crambidae.